# Baroda (Cricketteam)
Das Cricketteam von Baroda vertritt die Region um Vadodara im Bundesstaat Gujarat im nationalen indischen Cricket. Die 1930 gegründete Mannschaft wird von der Baroda Cricket Association verwaltet. Bisher konnte sie sich fünf Siege beim nationalen First-Class-Wettbewerb Ranji Trophy sichern.

## Geschichte
Die erste erfolgreiche Phase wurde zu Beginn der 1940er Jahre eingeleitet, in der sie das nationale indische Cricket dominierten. In 1939 wurde Pratap Singh Rao Gaekwad Maharajah in Baroda, dem sein Vater den örtlichen Cricketplatz, dem späteren Moti Bagh Stadium, gebaut hatte, da dieser das Spiel während seiner Zeit in England so gern spielte. Dies ging einher mit dem Einsetzen von C. S. Nayudu als Coach in 1940 und dem späteren Nationalspieler Vijay Hazare im Jahr 1942, der als Coach und Spieler engagiert wurde. In der Saison 1942/43 konnten sie sich für das Finale der Ranji Trophy qualifizieren und sich dort gegen Hyderabad mit 307 Runs durchsetzen. Drei Jahre später konnten sie erneut ins Finale einziehen, unterlagen dort jedoch Holkar mit 56 Runs. In der folgenden Saison trafen sie erneute auf Holkar im Finale, konnten sich dieses Mal jedoch mit einem Innings und 409 Runs deutlich durchsetzen. Der nächste Finaleinzug sollte zwei Jahre dauern, als man gegen den lokalen Konkurrenten Bombay mit 496 Runs unterlag. In der Saison 1949/50 konnte man die Trophäe nach einem vier Wicket Sieg gegen Holkar wieder für sich sichern.
Daraufhin wurde es etwas ruhiger und es sollte bis 1957/58 dauern, bis Baroda es wieder ins Finale schaffte. Unter dem neuen Kapitän Datta Gaekwad konnte man sich mit einem Double-Century von Vijay Hazare gegen Services mit einem Innings und 51 Runs deutlich durchsetzen. Dies sollte für lange Zeit der letzte Gewinn der Meisterschaft sein.
Unter Kapitän Jacob Martin konnten sie in der Saison 2000/01 wieder ins Finale einziehen. Dort trafen sie auf Railways, die sie nach einer guten Bowling-Leistung von Zaheer Khan knapp mit 21 Runs schlagen konnten. Im Jahr darauf trafen sie im Finale auf den gleichen Gegner, konnten den Titel nach einer 277-Runs-Niederlage jedoch nicht verteidigen. Der bisher letzte Finaleinzug in die Ranji Trophy erfolgte in der Saison 2010/11, als man mit einer Niederlage auf Grund des schlechteren Scores nach dem ersten Innings gegen Rajasthan den Titel verpasste.
Seitdem war man vornehmlich im Twenty20-Cricket erfolgreich. In 2011/12 und 2013/14 konnte man jeweils die Syed Mushtaq Ali Trophy gewinnen, während man 2015/16 im Finale gegen Uttar Pradesh unterlag.

## Stadion
Das Heimstadion des Clubs ist das Moti Bagh Stadium in Vadodara. Daneben wird auch der sich ebenfalls in Vadodara befindliche IPCL Sports Complex Ground genutzt.

## Erfolge

### First-Class Cricket
Gewinn der Ranji Trophy (5): 1942/43, 1946/47, 1949/50, 1957/58, 2000/01
Gewinn der Irani Cup (0): –

### One-Day Cricket
Vijay Hazare Trophy (2002/03–heute) (0): –

## Twenty20
Gewinn der Syed Mushtaq Ali Trophy (2): 2011/12, 2013/14